# 兴唐公主
兴唐公主（9世纪—？），唐朝公主，是中国唐朝第十四代皇帝唐文宗李昂的四个女儿之一。她的生母不详，史书记载了她的封号兴唐公主。据史书记载在唐僖宗乾符四年（877年），唐僖宗命她与姑姑安康公主、唐敬宗女天长公主、宁国公主、永兴公主回到南内居住。没有关于兴唐公主是否婚嫁的记载。